# Hope (caseyeur)
Pour les articles homonymes, voir Hope.
Le Hope est un ancien caseyeur à voile construit en 1943 par les chantiers Didier Thomazeau de Croix-de-Vie en Vendée. Il est gréé en cotre aurique.
Il est désormais la propriété de l'association Suroît qui gère aussi la Maison du pêcheur à Saint-Gilles-Croix-de-Vie. 
Il fait partie des bateaux du patrimoine en Pays de la Loire.
Son immatriculation ancienne est : LS 2662891998.
Il  fait l’objet d’un classement au titre objet des monuments historiques depuis le 19 janvier 1998.

## Histoire
Le Hope est un cotre aurique ou sloop à corne qui a effectué la pêche aux casiers (homards, langoustes, crevettes) dans les eaux de Saint-Gilles-Croix-de-Vie et de l'Île d'Yeu jusqu'à la fin des années soixante. Puis il est désarmé.
Il est depuis employé à la plaisance après son rachat par la commune de Saint-Gilles-Croix-de-Vie. Il a subi une restauration en 2011.